# Nasser Kamel
Nasser Kamel (El Cairo, julio de 1959) es el secretario general de la Unión por el Mediterráneo. Anteriormente fue embajador de Egipto ante Reino Unido y embajador ante Francia.
El Embajador Kamel estudió Ciencias Políticas en la Universidad de Bruselas y en la Facultad de Economía y Ciencias Políticas de la Universidad de El Cairo donde se graduó con una licenciatura en 1981. El Embajador Kamel también posee una maestría en Administración Pública Internacional de la Escuela Nacional de Administración (ENA) en Francia . Se unió al servicio diplomático egipcio en 1981, donde ascendió para ocupar diferentes cargos en la sede del Ministerio de Relaciones Exteriores en El Cairo. De 1983 a 1984 trabajó como agregado diplomático en la oficina del Subsecretario de Asuntos Políticos, y como funcionario político y económico en el gabinete del ministro de Relaciones Exteriores de 1988 a 1990. El Embajador Kamel fue el Viceministro Adjunto para Asuntos Económicos Internacionales de septiembre de 1998 a septiembre de 1999, donde representó a Egipto en una serie de cooperación económica para a en África. El Embajador Kamel trabajó en varias de nuestras embajadas en el exterior, incluidas Washington D. C. (1984-1988), Lisboa (1990-194) y Túnez (1994-1998). Fue Subjefe de Misión en Bruselas (1999-2001) y en París (2001-2004). De 2004 a 2006, el embajador Kamel encabezó el Servicio de Información del Estado (SIS) en El Cairo, donde fue responsable de coordinar la estrategia de comunicación del gobierno y supervisar el trabajo de las oficinas de prensa egipcias en las embajadas de Egipto en todo el mundo. Desde 2006 hasta 2012 fue el embajador de Egipto en Francia. Después de completar su mandato, fue nombrado Viceministro de Asuntos Árabes y Medio Oriente, cargo que ocupó hasta que fue nombrado Embajador de Egipto ante el Tribunal de Santiago en septiembre de 2014. 
Nasser Kamel también ostenta el título de Gran Oficial del Orden Nacional del Mérito, una Orden de Estado con membresía (aproximadamente 187,000 miembros) otorgada por el Presidente de la República Francesa.